# Tổng công ty Tân Cảng Sài Gòn
Tổng công ty Tân Cảng Sài Gòn (Binh đoàn 20-BQP) là Binh đoàn kinh tế biển của Bộ Quốc phòng, tiền thân một doanh nghiệp quân đội trực thuộc Quân chủng Hải quân được thành lập ngày 15 tháng 3 năm 1989 với 3 trụ cột kinh doanh gồm: khai thác cảng; dịch vụ logistics; vận tải và dịch vụ biển. Tân Cảng Sài Gòn quản lý kinh doanh, khai thác cảng chuyên nghiệp, hiện đại và lớn nhất Việt Nam với thị phần container xuất nhập khẩu chiếm trên 90% khu vực phía Nam và hơn 60% thị phần cả nước với các dịch vụ: xếp dỡ hàng hóa, hậu cần, hàng hải, cứu hộ, hoa tiêu, địa ốc, xây dựng công trình dân sự, quân sự... và vận tải đa phương thức.

## Lãnh đạo hiện nay
- Chủ tịch HĐTV: Đại tá Nguyễn Năng Toàn (Theo Quyết định trao ngày 30/3/2022)
- Tư lệnh Binh đoàn, Phó BTĐU, Tổng Giám đốc:  Thiếu tướng Ngô Minh Thuấn
- Phó Tổng Giám đốc: Đại tá Bùi Sĩ Tuấn
- Phó Tổng Giám đốc: Đại tá Nguyễn Thanh Trúc
- Phó Tổng Giám đốc: Đại tá Phùng Ngọc Minh
- Phó Tổng Giám đốc: Đại tá Bùi Văn Quỳ
- Phó Tổng Giám đốc: Thượng tá Võ Hoài Nam
- Phó Tổng Giám đốc: Thượng tá Nguyễn Phương Nam

## Tổ chức

### Các văn phòng trực thuộc Tổng công ty:
| Văn phòng Tổng công ty              |
| Phòng Kế hoạch kinh doanh           |
| Phòng Chính trị                     |
| Phòng Hậu cần                       |
| Phòng Tài chính Kế toán             |
| Phòng Kiểm toán Nội bộ              |
| Phòng Tổ chức Lao động - Tiền lương |
| Phòng Công nghệ Thông tin           |
| Phòng Kế hoạch đầu tư               |
| Phòng Pháp chế                      |
| Phòng Tham mưu                      |
| Phòng Kỹ thuật - Vật tư             |
| Phòng Marketing                     |
| Trung tâm Điều độ Cảng              |
| Trung tâm SNP Logistics             |
| Xí nghiệp CGXD Tân Cảng             |

### Các công ty con trực thuộc:
| Công ty TNHH cảng container quốc tế Hải Phòng (HICT)          | Dịch Vụ Khai Thác Cảng  |
| Công ty cổ phần cảng Tân Cảng - Cái Mép                       | Dịch Vụ Khai Thác Cảng  |
| Công ty TNHH MTV càng Tân Cảng-Cái Mép Thị Vải                | Dịch Vụ Khai Thác Cảng  |
| Công ty TNHH cảng quốc tế Tân Cảng Cái Mép                    | Dịch Vụ Khai Thác Cảng  |
| Công ty cổ phần cảng Tân Cảng - Hiệp Phước                    | Dịch Vụ Khai Thác Cảng  |
| Công ty cổ phần Cát Lái                                       | Dịch Vụ Khai Thác Cảng  |
| Công ty Tân Cảng Phú Hữu                                      | Dịch Vụ Khai Thác Cảng  |
| Công ty cổ phần Tân Cảng 189                                  | Dịch Vụ Khai Thác Cảng  |
| Công ty cổ phần Tân Cảng - Miền Trung                         | Dịch Vụ Khai Thác Cảng  |
| Công ty TNHH Tân Cảng PET                                     | Dịch Vụ Khai Thác Cảng  |
| Công ty cổ phần dịch vụ kỹ thuật Tân Cảng                     | Dịch Vụ Logistic        |
| Công ty cổ phần nhiên liệu Tân Cảng                           | Dịch Vụ Logistic        |
| Công ty TNHH MTV hoa tiêu Tân Cảng                            | Dịch Vụ Logistic        |
| Công ty CP dịch vụ hàng hải Tân Cảng                          | Dịch Vụ Logistic        |
| Công ty TNHH dịch vụ lai dắt Tân Cảng Cái Mép                 | Dịch Vụ Logistic        |
| Công ty cổ phần giải pháp công nghệ thông tin                 | Dịch Vụ Logistic        |
| Công ty cổ phần thương mai và dịch vụ container lạnh Tân Cảng | Dịch Vụ Logistic        |
| Công ty cổ phần M&R Tân Cảng                                  | Dịch Vụ Logistic        |
| Công ty TNHH Tân Cảng - Tây Ninh                              | Dịch Vụ Logistic        |
| Công ty cổ phần tiếp vận Tân Cảng - Long Bình                 | Dịch Vụ Logistic        |
| Công ty cổ phần tiếp vận Tân Cảng Hiệp Phước                  | Dịch Vụ Logistic        |
| Công ty cổ phần tiếp vận Tân Cảng Mekong                      | Dịch Vụ Logistic        |
| Công ty cổ phần tiếp vận Suối Nắng                            | Dịch Vụ Logistic        |
| Công ty TNHH Tân Cảng Hiệp Lực                                | Dịch Vụ Logistic        |
| Công ty cổ phần ICD Tân Cảng - Long Bình                      | Dịch Vụ Logistic        |
| Công ty cổ phần ICD Tân Cảng - Sóng Thần                      | Dịch Vụ Logistic        |
| Công ty cổ phần tiếp vận Tân Cảng Đà Nẵng                     | Dịch Vụ Logistic        |
| Công ty cổ phần Unithai Logistic                              | Dịch Vụ Logistic        |
| Công ty cổ phần tiếp vận Tân Cảng Vũng Tàu                    | Dịch Vụ Logistic        |
| Công ty tiếp vận Tân Cảng Bình Dương                          | Dịch Vụ Logistic        |
| Công ty cổ phần tiếp vận Tân Cảng Đồng Nai                    | Dịch Vụ Logistic        |
| Công ty cổ phần Tân Cảng - Đồng Văn Hà Nam                    | Dịch Vụ Logistic        |
| Trung tâm dịch vụ Logistic TC (SNPL)                          | Dịch Vụ Logistic        |
| Công ty cổ phần đại lý giao nhận vận tải xếp dỡ Tân Cảng      | Dịch Vụ Logistic        |
| Công ty cổ phần vận tải thủy Tân Cảng                         | Dịch Vụ Logistic        |
| Công ty cổ phần vận tải bộ Tân Cảng                           | Dịch Vụ Logistic        |
| Công ty cổ phần kho vận Tân Cảng                              | Dịch Vụ Logistic        |
| Công ty cổ phần tiếp vận quốc tế Cảng Cát Lái                 | Dịch Vụ Logistic        |
| Công ty cổ phần Tân Cảng - Bến Thành                          | Dịch Vụ Logistic        |
| Công ty cổ phần tiếp vận Cát Lái                              | Dịch Vụ Logistic        |
| Công ty cổ phần tiếp vận Tân Cảng Miền Bắc                    | Dịch Vụ Logistic        |
| Công ty cổ phần Tân Cảng - TEXHONG                            | Dịch Vụ Logistic        |
| Công ty TNHH tiếp vận SITC Tân Cảng                           | Dịch Vụ Logistic        |
| Công ty cổ phần vận tải biển Tân Cảng                         | Vận Tải và Dịch Vụ Biển |
| Công ty cổ phần Tân Cảng - Cypress                            | Vận Tải và Dịch Vụ Biển |
| Công ty cổ phần dịch vụ biển Tân Cảng                         | Vận Tải và Dịch Vụ Biển |
| Công ty cổ phần dịch vụ Bay và Du Lịch biển Tân Cảng          | Vận Tải và Dịch Vụ Biển |
| Công ty TNHH MTV xây dựng công trình Tân Cảng                 | Dịch Vụ Khác            |
| Công ty cổ phần đầu tư phát triển nguồn lực Tân Cảng - STC    | Dịch Vụ Khác            |
| Nhà khách Quân Cảng Đà Lạt                                    | Dịch Vụ Khác            |
| Công ty Cổ phần phát triển hạ tầng Tân Cảng                   | Dịch Vụ Khác            |

## Lịch sử phát triển
- Giữa thập niên 1961, chính quyền Việt Nam Cộng hòa đã xây dựng mới một cảng quân sự với cầu tàu dài hơn 1.200 mét, rộng 24 mét; bến nghiêng rộng 40 mét và hệ thống kho bãi, giao thông nội bộ, điện nước để phục vụ quốc phòng. Cảng này được gọi là Tân Cảng Sài Gòn để phân biệt với Cảng Sài Gòn.
- Từ năm 1975 đến đầu năm 1989, khu vực Tân Cảng vẫn dùng cho vài hoạt động quân sự mà ít duy tu, bảo dưỡng nên hệ thống cầu tàu, kho bãi, giao thông, doanh trại, điện nước... đều xuống cấp nghiêm trọng. Mặt khác, do không có đơn vị chủ quản việc đóng quân, canh phòng nên an ninh trật tự gặp nhiều khó khăn. Đến ngày 15 tháng 3 năm 1989, Bộ Quốc phòng Việt Nam ra Quyết định số 41/QP thành lập Quân Cảng Sài Gòn thuộc quân chủng Hải Quân, phục vụ cho nhiệm vụ quốc phòng. Bên cạnh đó, tận dụng công suất nhàn rỗi của cầu tàu, kho bãi để kinh doanh, tạo nguồn doanh thu nhằm tu bổ và từng bước nâng cấp cảng.

Trong 20 năm qua, Quân Cảng Sài Gòn đã trải qua 4 giai đoạn:
- Giai đoạn 1 (1989-1991): Xây dựng tổ chức biên chế, lực lượng, chống xuống cấp cơ sở hạ tầng; chấn chỉnh trật tự, an ninh, khai thác tàu hàng rời. Tổ chức biên chế, lực lượng trong giai đoan này gồm: Ban Giám đốc 4 người cùng một số trợ lý, hai đơn vị trực thuộc là đội cảnh vệ và kho hàng; quân số 36 người.
- Giai đoạn 2 (1992 - 1997): Tiếp tục phát triển tổ chức - biên chế lực lượng; nâng cấp cơ sở hạ tầng, mua sắm trang thiết bị chuyên dùng; chuyển từ khai thác tàu hàng rời sang khai thác tàu container. Thực hiện Quyết định 325/TTg ngày 13 tháng 7 năm 1993 của Thủ tướng Việt Nam về thành lập lại Công ty Tân Cảng Sài Gòn. Đến cuối năm 1996, tổ chức biên chế, lực lượng gồm: Ban giám đốc: 3 người, 11 phòng, một xí nghiệp, một đội, một ban. tổng quân số toàn đơn vị gần 1.000 người, ngoài ra còn quản lý gián tiếp hơn 1,000 người của 9 hợp tác xã xếp dỡ vệ tinh.
- Giai đoạn 3 (1998-2005): Tiếp tục hoàn hiện mô hình tổ chức biên chế, lực lượng mở rộng địa bàn, qua mô, hiện đại hóa quản lý khai thác trọng khâu cảng container chuyên dụng. Trong giai đoạn này, Ban giám đốc gồm 7 người, xí nghiệp, 10 phòng và Tiểu đoàn tư vệ.
- Giai đoạn 4 (Từ 2000 đến nay): chuyển sang mô hình công ty mẹ, công ty con theo quyết định số 342/TTg-ĐMDN của Thủ tướng và Quyết định số 82/2006/QĐ-QP của Bộ trưởng Bộ Quốc phòng, tiếp tục mở rộng địa bàn, quy mô, chiều sâu hiện đại hóa quản lý khai thác Cảng, đa dạng hóa ngành nghề sản xuất kinh doanh. theo đó tổ chức biên chế gồm: Hội đồng quản trị, Ban kiểm soát, Ban tổng giám đốc, 8 công ty thành viên, 4 xí nghiệp, Trung tâm điều độ, Văn phòng, 11 phòng chức năng và Hải đoàn tự vệ. tổng quân số gần 3,000 người.

## Hoạt động kinh doanh
- Đầu năm 1992, Tân Cảng chuyển sang đầu tư khai thác tàu container. Tàu Saigon Venture với sức chứa 124 TEU là tàu container đầu tiên cập Tân Cảng ngày 12 tháng 2 năm 1992, đánh dấu thời điểm khởi đầu cho khai thác cảng container của Tân Cảng Sài Gòn. Từ năm 1992-1997, cảng quản lý, khai thác tàu container từng phần; đến cuối năm 1997 tiếp nhận 689 lượt tàu container, chiếm 93,6% số lượt tàu kinh tế. Trong 6 năm (1992-1997) cảng đã tiếp nhận 3.685 lượt tàu (614 lượt tàu/năm), trong đó 3.014 lượt tàu container, chiếm 81.8%; sản lượng container qua cảng đạt 1.492.607 Teus (248.767 TEU/năm) tốc độ tăng trưởng trung bình 34,32% năm.
- Từ năm 1992 đến 1997, bằng nguồn vốn tự có, Tân Cảng đầu tư hơn 350 tỷ đồng nâng cấp và mua sắm trang thiết bị từ nước ngoài, tăng hiệu suất và hiện đại hóa hoạt động quản lý. Từ năm 1995 đến 2009, Tân Cảng đầu tư xây dựng mới cảng container chuyên dụng tại Cát Lái - theo quy hoạch cụm cảng biển số 5. Cát Lái có chiều dài cầu tàu hơn 1.200m, cho phép tiếp nhận tàu có tải trọng 30,000 DWT, sức chở 3,000 TEU, hệ thống phao và 70,000m vuông kho bãi hàng, 17 cẩu bờ KE, nhiều trang thiết bị xếp dỡ, vận chuyển, cùng phần mềm quản lý thời gian thực, năng suất giải phóng tàu trung bình 40TEU/h, thông quan 2,5 triệu TEU/năm.
- Từ 1997 đến 2008, trên diện tích 50 ha tại huyện Thuận An, tỉnh Bình Dương do quân đoàn 4 bàn giao, Quân Cảng đã xây dựng 1 ICD theo mô hình hiện đại, hoàn chỉnh cho phép triển khai nhiều hoạt động dịch vụ quản lý, giao nhận, đóng gói, xếp dỡ, vận chuyển hàng hóa, kê khai hải quan, kho ngoại quan... với 115.000m vuông bãi chứa container, 18 kho hàng, 140,000m vuông đạt tiêu chuẩn; hệ thống giao thông nội bộ, nhà văn phòng,...
- Từ giữa năm 2006, Tân Cảng Sài Gòn tiến hành khởi công xây dựng mới Tân Cảng - Cái Mép là cảng conainer nước sâu đầu tiên ở Việt Nam tại xã Tân Phước, huyện Tân Thành, Bà Rịa – Vũng Tàu; với chiều dài trước bến 900m, độ sâu dưới 15m, chiều rộng trên 600m, cách phao số 0 hơn 10 hải lý, cho phép tiếp nhận tàu có tải trọng đến 80.000 tấn, tàu container sức chứa trên 6,000 teu. Tân Cảng Cái Mép chia làm 2 giai đoạn, giai đoạn 1 do công ty cổ phân Tân Cảng Cái Mép thuộc Công ty Tân Cảng Sài Gòn làm chủ đầu tư và khai thác quản lý, giai đoạn 2 do công ty liên doanh Cảng Quốc tế Tân Cảng, Cái Mép gồm 4 thành viên: Tân Cảng, Hãng tàu MOL, Hanjin và Wanhai khai thác.

## Thành tựu
- Danh hiệu Anh hùng Lao động thời kỳ đổi mới (2004)
- Huân chương Lao động hạng Nhất (2008)
- Huân chương Lao động hạng Nhì (1999)
- Huân chương Lao động hạng 3 (2005)
- Huân chương Chiến công hạng 3 (1995, 2000)
- Huân chương Độc lập hạng 3 (2014)
- Cờ thưởng thi đua của Thủ tướng chính Phủ (2003, 2010, 2011)
- Thương hiệu quốc gia 2010, 2012, 2014, 2016, 2018, 2020
- Top 100 doanh nghiệp bền vững Việt Nam 2020
- Cảng xanh 2017, 2021 của Hội đồng mạng lưới dịch vụ cảng APEC (APSN)
- Cúp vàng "Thương hiệu và nhãn hiệu" (2007)
- Cúp vàng "Doanh nghiệp phát triển bền vững" (2009)
- Top 100 doanh nghiệp, Doanh nhân Việt Nam tiêu biểu (2006, 2009 do VCCI bình chọn)
- Bằng khen về thành tích tiêu biểu trong công tác bảo vệ, phát triển bền vững tài nguyên môi trường biển đảo Việt Nam (Bộ Tài nguyên và Môi trường cấp 2011).
- Huân chương Bảo vệ Tổ quốc hạng Ba của Hải đoàn Tự vệ (2017).

## Giám đốc, Tổng Giám đốc qua các thời kỳ
- Đại tá Vũ Trí Viễn (Giám đốc).
- Chuẩn Đô đốc Lê Văn Đạo (Giám đốc), Phó Tư lệnh Quân chủng Hải quân (2005).
- Chuẩn Đô đốc Nguyễn Đăng Nghiêm, Chuẩn Đô đốc (2012), Anh hùng Lao động (2013) (Tổng Giám đốc).
- Đại tá Ngô Minh Thuấn (Từ 01/08/2018 đến nay)